# LIM-49 Spartan
LIM-49 Spartan — була протибалістичною ракетою армії Сполучених Штатів, призначеною для перехоплення атакуючих ядерних боєголовок міжконтинентальних балістичних ракет на великій відстані та за межами атмосфери. Для фактичного розгортання була запланована п'ятимегатонна термоядерна боєголовка для знищення наступних боєголовок МБР. Це було частиною Програми безпеки.
Spartan був останньою і, як виявилося, остаточною розробкою в довгій серії проектів ракет від команди Bell Laboratories і Douglas Aircraft Company, яка почалася в 1940-х роках з MIM-3 Nike Ajax. Spartan був розроблений безпосередньо на основі попереднього Nike Zeus, зберігши той самий трифункціональний ідентифікатор, але збільшившись в розмірі і збільшивши радіус дії, починаючи з 460 км до приблизно 830 км.
На зміну Spartan прийшов проект Nike-X, який згодом став програмою Sentinel. Зрештою це було скасовано та замінено значно меншою програмою безпеки. Spartans були розгорнуті в рамках системи Safeguard з жовтня 1975 року до початку 1976 року.

## Історія
Армія США розпочала свої перші серйозні зусилля на арені протиракет, коли вони попросили ракетну команду Лабораторії Белла підготувати звіт на цю тему в лютому 1955 року. Команда Nike вже розробила систему Nike Ajax, яка була широко поширена в США, а також Nike Hercules, яка була на останніх стадіях розробки як заміна Ajax. У січні 1956 року вони повернули початкове дослідження Nike II, дійшовши висновку, що основна концепція була працездатною з використанням дещо вдосконаленої версії ракети Hercules, але потребувала значно модернізованих радарів і комп’ютерів для обробки перехоплень, які відбувалися на тисячах миль на годину.
Робота над отриманою системою LIM-49 Nike Zeus почалася в січні 1957 року, спочатку з низьким пріоритетом. Однак кілька подій того року, включаючи розробку перших радянських міжконтинентальних балістичних ракет і запуск «Супутника I», призвели до того, що графік кілька разів зміщувався. У січні 1958 року Zeus отримав "S-пріоритет", найвищий національний пріоритет, з метою розгортання перших робочих місць у 1963 році.
Щоб повністю перевірити систему, армія взяла під контроль острів Кваджалейн у ВМС США та почала будувати на острові цілий комплекс Zeus. До 1962 року система була готова до випробувань і після деяких початкових проблем продемонструвала свою здатність перехоплювати боєголовки, запущені з Каліфорнії. Врешті-решт протягом наступних двох років було проведено чотирнадцять випробувань «повного підйому», причому в десяти з них ракета була в межах смертоносного радіусу її боєголовки, іноді в межах кількох сотень метрів.

## Фотогалерея

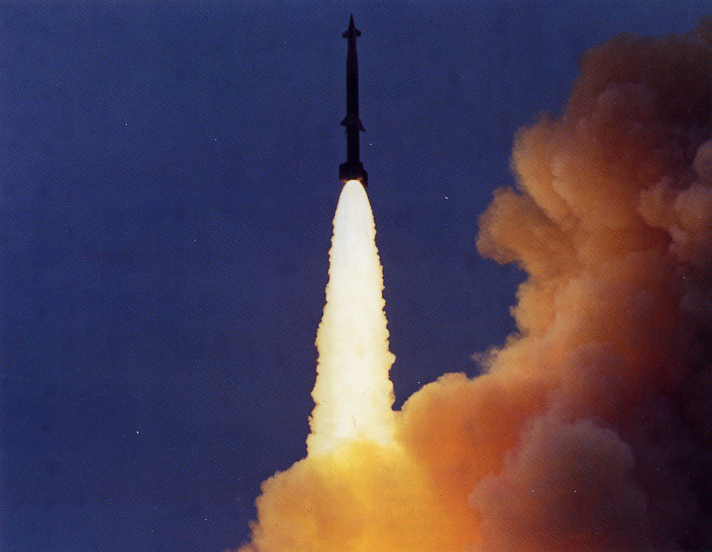
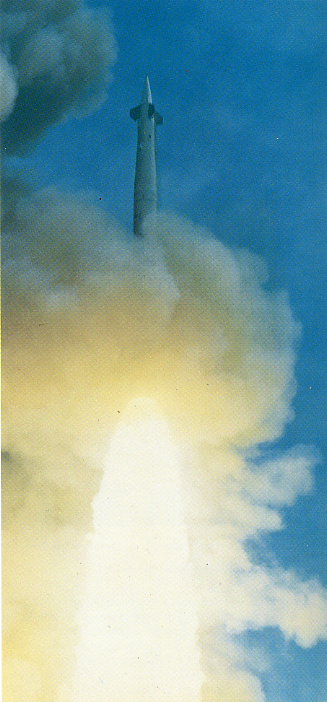
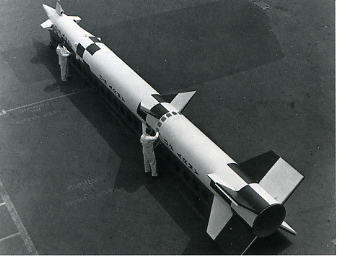
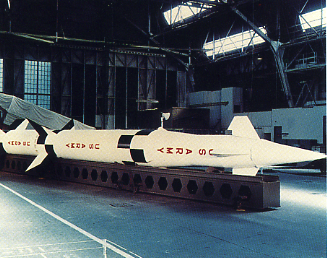